# 石梁镇 (天台县)
石梁镇，中国浙江省天台县北部的一个镇。

## 辖区
该镇辖有：	大竹园村、慈圣村、泄上村、迹溪村、下垟村、大同岭脚村、岩头墩村、岭后村、双溪村、黄坦村、外湖村、毛竹蓬村、大棚村、桐天村、太平村、塔头坑村、集云村、蒲西村、云西村、云峰村、兴水村、石梁村、溪岩村、东溪村、金顺村、培新村、大同五村、中三村、大同六村、大同一村、华峰村、